# Nineveh
Nineveh (/ˈnɪnɪvə/ hay /ˈnɪnəvə/; Tiếng Akkad: Ninua) là một thành phố cổ của Assyria ở Thượng Lưỡng Hà, ngày nay ở vùng bắc Iraq; thành phố này ở trên bờ đông của sông Tigris, và là thủ đô của Đế quốc Tân Assyria.
Đây là thành phố lớn nhất trên thế giới trong vòng năm mươi năm cho đến khi, sau một thời gian nội chiến ở Assyria, nó đã bị một liên minh khác thường của các dân tộc thuộc địa của nó trước đây, bao gồm người Babylon, Media, Ba Tư, Chaldeans, Scythia và Cimmeria cướp và phá hủy vào năm 612 TCN.  Tàn tích của nó trải dài trên sông tới thành phố lớn Mosul ngày nay, ở vùng Ninawa Governorate của Iraq. Hai khu vực tàn tích chính còn lại là Kouyunjik (Kuyuncuk), cung điện phía Bắc, và Nabī Yūnus.

## Sách tham khảo
- [./File:PD-icon.svg ] This article incorporates text from a publication now in the public domain: Easton, Matthew George (1897). "article name needed".Easton's Bible Dictionary (New and revised ed.).T. Nelson and Sons.
- John Malcolm Russell, Sennacherib's "Palace without Rival" at Nineveh, University Of Chicago Press, 1992, ISBN 0-226-73175-8
- Richard David Barnett, Sculptures from the north palace of Ashurbanipal at Nineveh (668-627 B.C.), British Museum Publications Ltd, 1976, ISBN 0-7141-1046-9
- R. Campbell Thompson and R. W. Hutchinson, A century of exploration at Nineveh, Luzac, 1929
- Carl Bezold, Catalogue of the Cuneiform Tablets in the Kouyunjik Collection of the British Museum: Volume I, British Museum, 1889
- Carl Bezold, Catalogue of the Cuneiform Tablets in the Kouyunjik Collection of the British Museum: Volume II, British Museum, 1891
- Carl Bezold, Catalogue of the Cuneiform Tablets in the Kouyunjik Collection of the British Museum: Volume III, British Museum, 1893
- Carl Bezold, Catalogue of the Cuneiform Tablets in the Kouyunjik Collection of the British Museum: Volume IV, British Museum, 1896
- Carl Bezold, Catalogue of the Cuneiform Tablets in the Kouyunjik Collection of the British Museum: Volume V, British Museum, 1899
- W. L. King, Catalogue of the Cuneiform Tablets in the Kouyunjik Collection of the British Museum: Supplement I, British Museum, 1914
- W. G. Lambert, Catalogue of the Cuneiform Tablets in the Kouyunjik Collection of the British Museum: Supplement II, British Museum, 1968
- W. G. Lambert, Catalogue of the Cuneiform Tablets in the Kouyunjik Collection of the British Museum: Supplement III, British Museum, 1992, ISBN 0-7141-1131-7
- M. Louise Scott and John MacGinnis, Notes on Nineveh, Iraq, vol. 52, pp. 63–73, 1990
- C. Trümpler (ed.), Agatha Christie and Archaeology (London, The British Museum Press, 2001) - Nineveh 5, Vessel Pottery 2900 BC ISBN 978-0714111483
- Gwendolyn Leick. The A to Z of Mesopotamia. Scarecrow Press, 2010. - Early worship of Ishtar, Early / Prehistoric Nineveh
- Will Durant. Our oriental heritage. Simon & Schuster, 1954. - Early / Prehistoric Nineveh